# Jan Krzysztof Bielecki

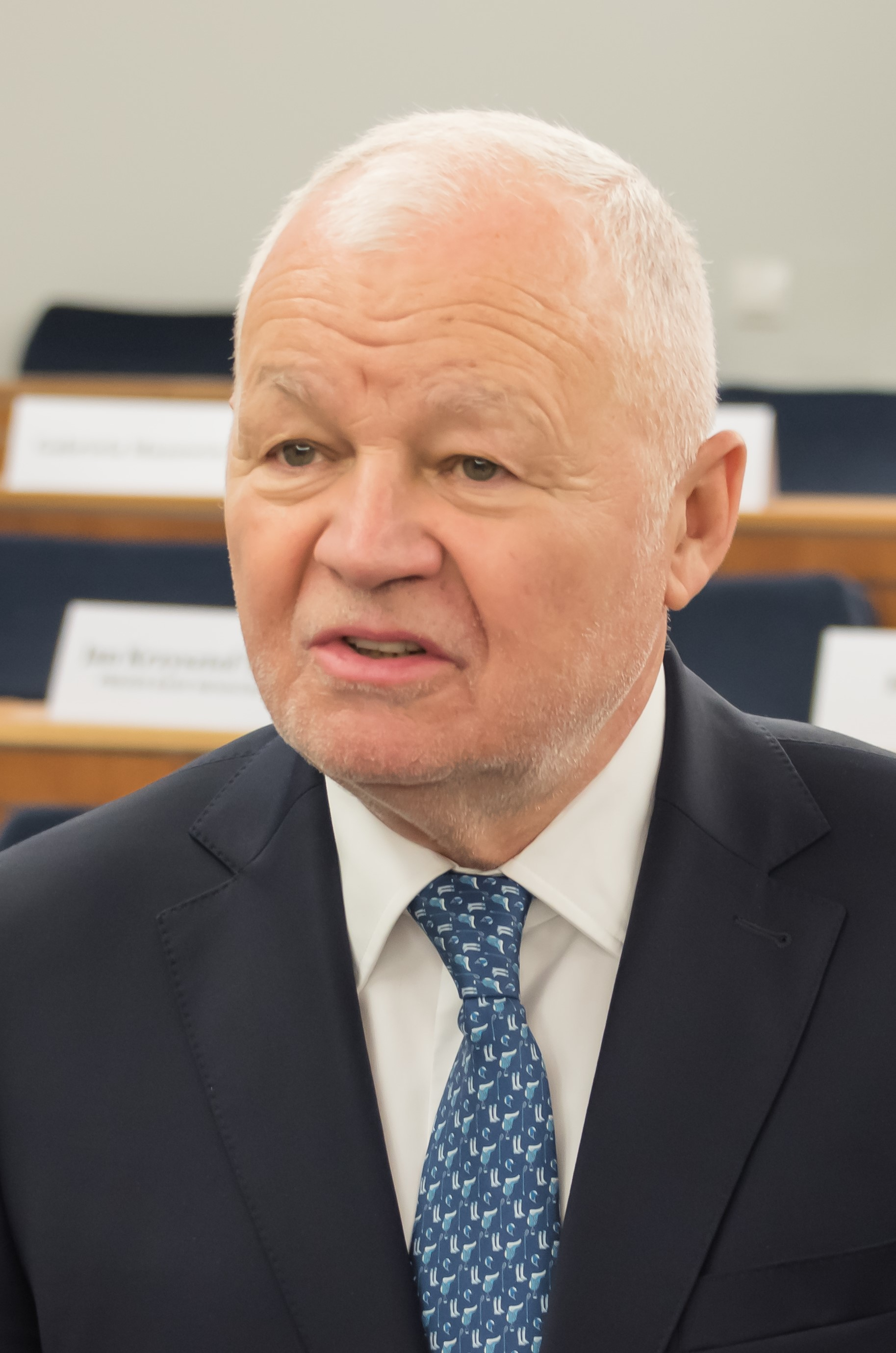
Jan Krzysztof Bielecki (2024)

Jan Krzysztof Bielecki (['jan ˈkʂɨʂtɔf bʲɛˈlɛt͡skʲi], anhörenⓘ, * 3. Mai 1951 in Bydgoszcz, Polen) ist ein liberaler polnischer Politiker (KLD, UW, PO), Banker und Wirtschaftswissenschaftler. Er war von Januar bis Dezember 1991 Ministerpräsident Polens und gehörte dem Sejm in der X. (Volksrepublik) und I. (Dritte Republik) Wahlperiode an.

## Leben und Beruf
Bielecki studierte Ökonomie des Seetransportes an der Universität Danzig. Nach seinem Abschluss 1973 war er bis 1977 wissenschaftlicher Mitarbeiter an der Danziger Universität. Ab 1980 arbeitete er im Zentrum für Führungskräfteentwicklung der Ministerien für Handel und Maschinenbau. Nach seiner Entlassung arbeitete er u., a. als Lastwagenfahrer. 1985 gründete er die Beratungsgenossenschaft Doradca.
Von 1993 bis 2003 war Bielecki Vertreter Polens bei der Europäischen Bank für Wiederaufbau und Entwicklung. Von Oktober 2003 bis Januar 2010 war er Vorstandsvorsitzender der polnischen Bank Bank Pekao. Anschließend übernahm er den Vorsitz des Beirates des Polnischen Instituts für Internationale Angelegenheiten (Polski Instytut Spraw Międzynarodowych) in Warschau. Auch berief ihn Premierminister Donald Tusk, der ihn aus der gemeinsamen Zeit in der Danziger Solidarność sowie im KLD kennt, an die Spitze des Wirtschaftsrates (Rada Gospodarcza) der Regierung. Tusks Nachfolgerin Ewa Kopacz ersetzte ihn 2015 in dieser Position durch Janusz Lewandowski. Anschließend wurde Bielecki Vorsitzender des Partnerrats der Unternehmensberatung Ernst & Young in Polen (EY Polska).
Bielecki ist verheiratet und hat zwei Kinder.

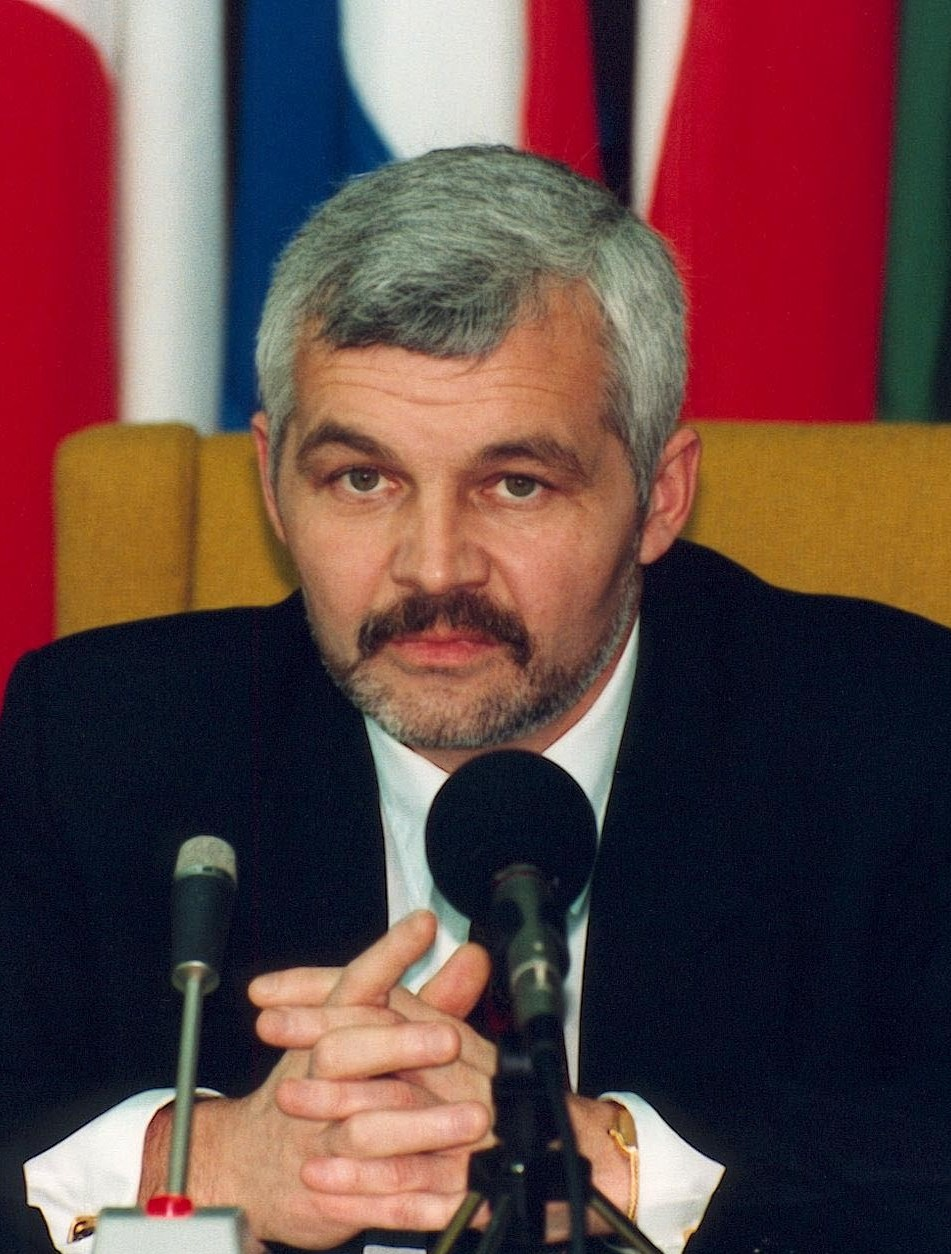
Bielecki aals Ministerpräsident (1991)

## Politik
Bielecki war ab Herbst 1980 wirtschaftspolitischer Berater der Gewerkschaft Solidarność, ab November 1981 Leiter des Zentrums für Arbeit und Beruf (OPSZ) bei der Landeskommission von Solidarność. Nach der Verhängung des Kriegsrechts nahm er am Streik in der Danziger Lenin-Werft vom 13. bis 16. Dezember 1981 teil. Daraufhin verlor er im Mai 1982 seine Stelle im Ministerium.
Während des Umbruchs 1989 war Bielecki Mitbegründer und erster Vorsitzender der polnischen Sektion des Jungunternehmerverbands Junior Chamber International. Bei der halb-freien Wahl im Juni 1989 wurde er als Vertreter des Bürgerkomitees „Solidarność“ in den Sejm gewählt. Innerhalb von Solidarność gehörte er zum liberalen Flügel. Zusammen mit Janusz Lewandowski, Jacek Merkel und Donald Tusk gründete er die Danziger Sozial-Ökonomische Gesellschaft „Kongress der Liberalen“, aus der 1990 die Partei Kongres Liberalno-Demokratyczny (KLD) hervorging.
Vom 12. Januar bis 5. Dezember 1991 war Jan Krzysztof Bielecki Ministerpräsident Polens (Liste der Regierungen hier); er unterstützte die Reformen seines Finanzministers Leszek Balcerowicz (Schocktherapie zum Übergang von Planwirtschaft zur Marktwirtschaft). Außenpolitisch setzte er auf enge Zusammenarbeit mit Deutschland. Er handelte mit Bundeskanzler Helmut Kohl den Deutsch-polnischen Nachbarschaftsvertrag aus, den beide am 17. Juni 1991 unterzeichneten. Als erster polnischer Regierungschef besuchte er die deutsche Minderheit in Oberschlesien und setzte somit ein weiteres viel beachtetes Signal für die Partnerschaft zwischen beiden Ländern. Kohl und Bielicki initiierten auch die Gründung des Deutsch-Polnischen Jugendwerks.
Auf dem Weltwirtschaftsforum in Davos bat Bielicki im Februar 1991 darum, Polen 80 Prozent seiner Auslandsschulden in Höhe von 46,6 Mrd. US-Dollar zu erlassen. Im März erließen einige westeuropäische Regierungen Polen 50 Prozent, die USA 70 Prozent und Brasilien 50 Prozent. IWF und Weltbank gewährten Polen zugleich neue Kredite zur Modernisierung seiner Wirtschaft.
Bei der Parlamentswahl im Oktober 1991 wurde Bielecki als Sejmabgeordneter bestätigt. Von 1991 bis 1993 war er Vorsitzender der Programmkommission der KLD. Im Kabinett von Hanna Suchocka (11. Juli 1992 bis 25. Oktober 1993) übte er das Amt des Ministers für europäische Integration aus. Bei der vorgezogenen Neuwahl im September 1993 scheiterte die KLD an der neu eingeführten 5-%-Hürde und damit schied auch Bielecki aus dem Sejm aus. Die Partei schloss sich 1994 mit der Unia Demokratyczna (UD) zur Unia Wolności (UW) zusammen. 2001 trat Bielecki zur neu gegründeten Platforma Obywatelska (PO) über.

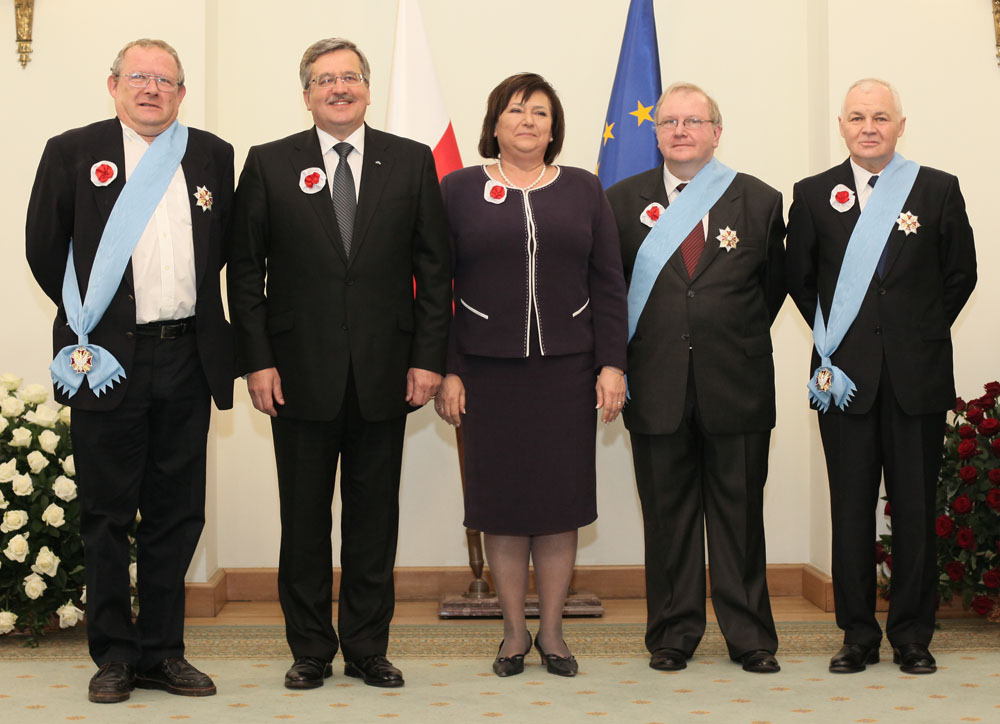
Verleihung des Ordens des Weißen Adlers an Bielecki (rechts) u. a. (2010)

## Ehrungen
- 1991 Großoffizier der Ehrenlegion[7]
- 2010 Orden des Weißen Adlers[8]
- 2010 Medaille Bene Merito[9]

## Werke
- Frédéric Delouche (Hrsg.): Das europäische Geschichtsbuch. Von den Anfängen bis ins 21. Jahrhundert. Überarbeitete und aktualisierte Auflage. Klett-Cotta, Stuttgart 2018, ISBN 978-3-608-96257-4.